# Visto d'ingresso

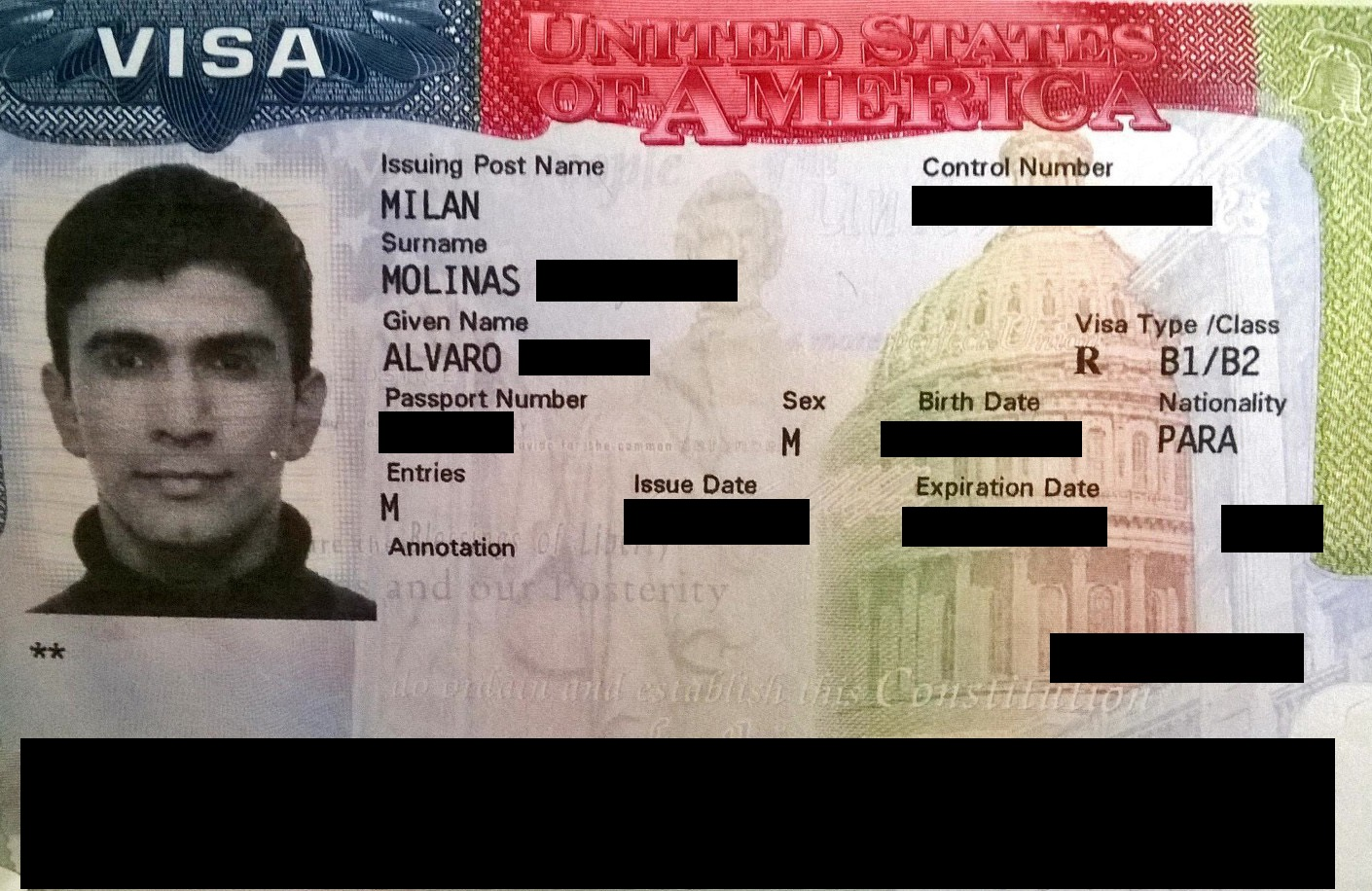
Il visto negli Stati Uniti. Rilasciato dal Consolato Generale degli Stati Uniti d'America a Milano in Italia (2014).

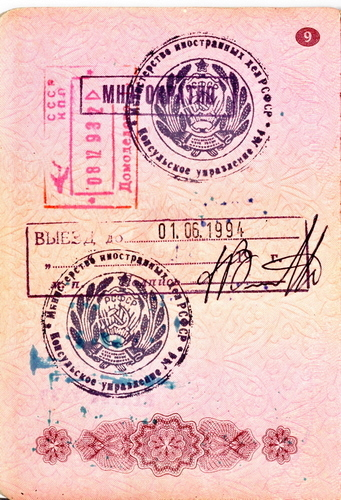
Visto di tipo 1 rilasciato dall'URSS (per visite temporanee di fuori dell'Unione Sovietica)

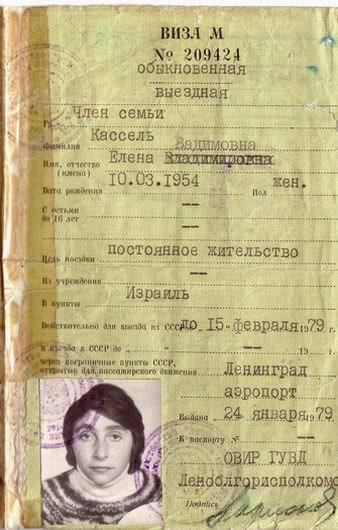
Visto di tipo 2 rilasciato dall'URSS, riservato alle persone che avevano ricevuto il permesso di lasciare l'URSS per sempre e che hanno perso la cittadinanza sovietica

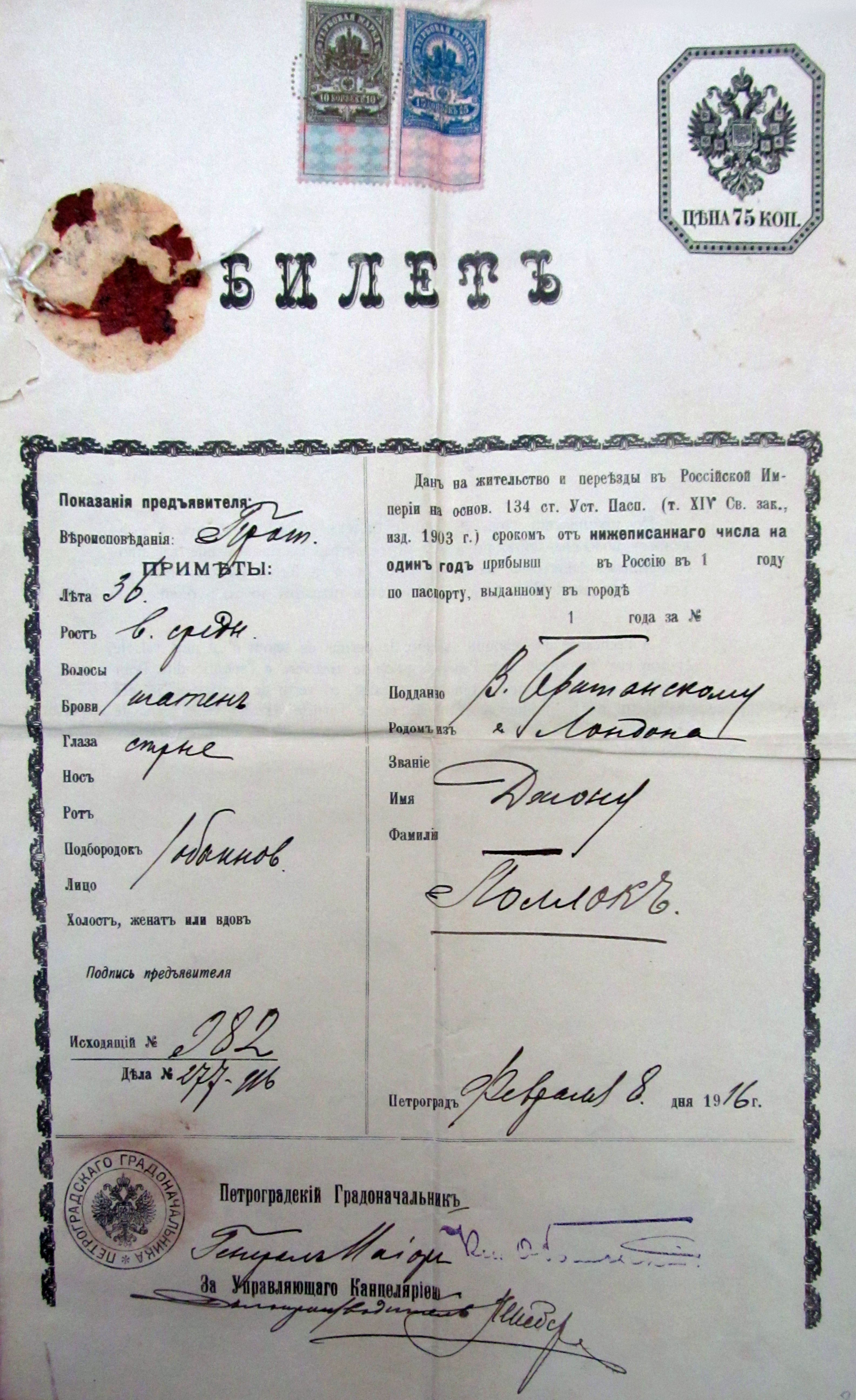
Visto dell'Impero russo (1916)

Il visto di ingresso è l'atto con il quale uno Stato concede a un individuo straniero il permesso di accedere nel proprio territorio, per un certo periodo di tempo e per determinati fini. È internazionalmente noto con il nome breve di visa, dal latino charta visa ("carta che è stata vista").

Visto brasiliano su passaporto statunitense

## La storia
Nel Medioevo i "lasciapassare" erano un fenomeno piuttosto comune. Venivano rilasciati ai diplomatici e ai pubblici ufficiali ma anche acquistati dai mercanti intenti a commerciare in altri paesi. Quei documenti contenevano le informazioni sul titolare e l'indicazione del suo percorso in un paese straniero. Nell'Egitto medievale, durante il regno dei Tulunidi, per le persone che intendevano lasciare l'Egitto, è stato introdotto il "visto di uscita" - il passaporto (il cosiddetto "javaz"), in cui dovevano essere indicati anche gli schiavi in partenza.
Nell'Europa occidentale tra la fine del XIX e l'inizio del XX secolo, di regola, non erano necessari i passaporti e i visti per spostarsi da un paese all'altro. La velocità relativamente elevata ma anche i grandi spostamenti di persone che viaggiavano in treno avrebbero causato dei problemi nel caso di utilizzo del controllo passaporti normale. I passaporti e i visti sono diventati necessari, in qualità di documenti di viaggio, solo dopo la prima guerra mondiale.
Fino a quel momento, il passaporto e il visto erano, di solito, lo stesso tipo di documento di viaggio. Nel mondo di oggi, il visto è diventato un documento di viaggio secondario separato, mentre il passaporto faceva da documento di viaggio primario.

## Tipi
Il visto può essere contenuto in un documento a sé o, più comunemente, stampato sul passaporto del richiedente o contenuto in foglio da allegare al medesimo. Non tutti gli Stati richiedono il visto per l'ingresso nel loro territorio, ritenendo in certi casi sufficiente il passaporto o la carta di identità, in seguito ad accordi di libera circolazione.
A seconda del motivo di viaggio sono disponibili diversi tipi di visto:
- Visto turistico: il più richiesto, è generalmente il meno costoso (talvolta gratuito) e permette di visitare il Paese per un periodo compreso fra 30 e 90 giorni nella maggior parte dei casi.
- Visto di transito: rilasciato a coloro che si fermano nel Paese per un breve periodo (solitamente fra tre e sette giorni) per poi proseguire verso un Paese terzo diverso da quello di provenienza.
- Visto di studio/lavoro: è di solito il più costoso e anche quello che dura di più (6-12 mesi e oltre), viene richiesto da chi si vuole trasferire per lavorare o studiare nel Paese, e talvolta i requisiti sono più stringenti rispetto al visto turistico.

Esistono poi altri tipi di visti per casi particolari, come i viaggi diplomatici o le operazioni chirurgiche.

### Visto all'arrivo
In alcuni casi il visto può anche essere ottenuto all'arrivo, allo stesso prezzo di quando viene richiesto al consolato o pagando una commissione aggiuntiva. In questo caso si parla di VOA (Visa on arrival). Con il passaporto italiano si può ottenere il VOA in trentasei Paesi.

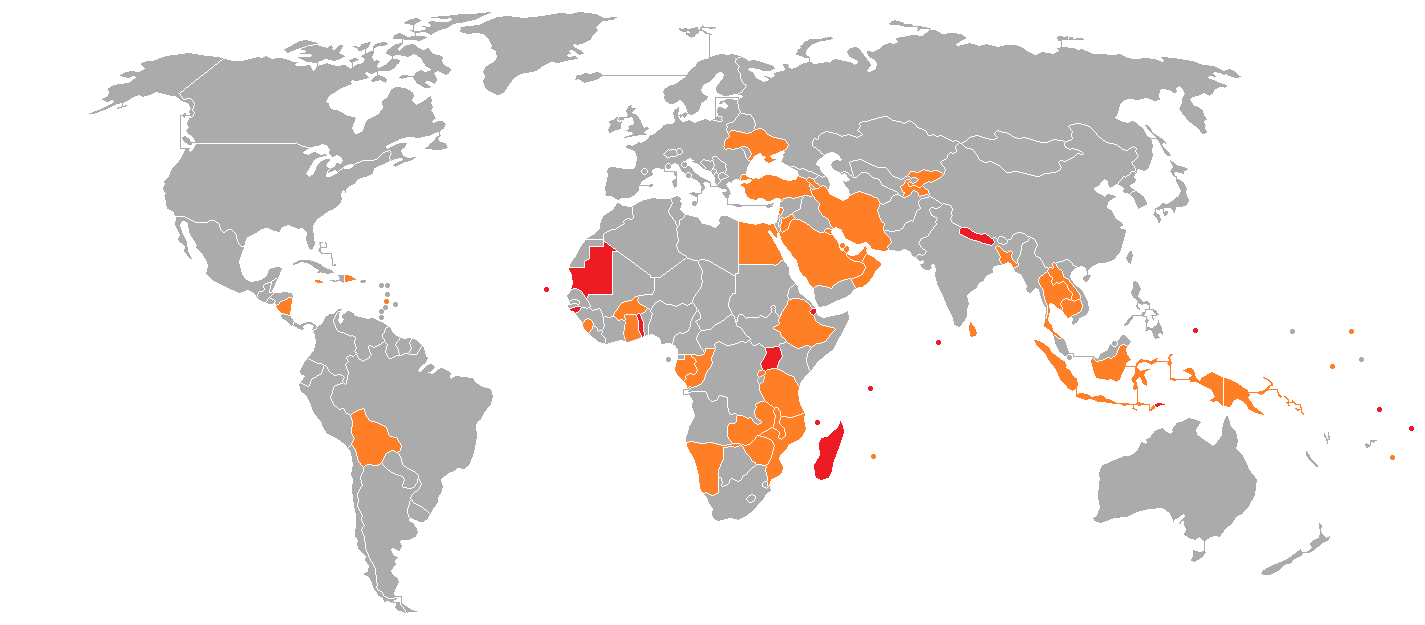
Paesi che rilasciano il VOA a tutti i turisti
Paesi che rilasciano il VOA a un gruppo ristretto di nazionalità (più di 10)

     Paesi che rilasciano il VOA a tutti i turisti
     Paesi che rilasciano il VOA a un gruppo ristretto di nazionalità (più di 10)

### Visto elettronico
Il visto elettronico o eVisa (dall'inglese electronic visa) è una procedura semplificata di richiesta del visto, che permette di evitare le code al consolato e snellisce la burocrazia, in quanto permette di pagare con carta di credito o di debito e di stampare il visto direttamente a casa propria, ritirarlo al consolato tramite appuntamento o all'aeroporto di arrivo. Al 2020 quarantatré Paesi hanno implementato l'uso del visto elettronico. Con il passaporto italiano si ha accesso a ventidue Paesi con il visto elettronico.

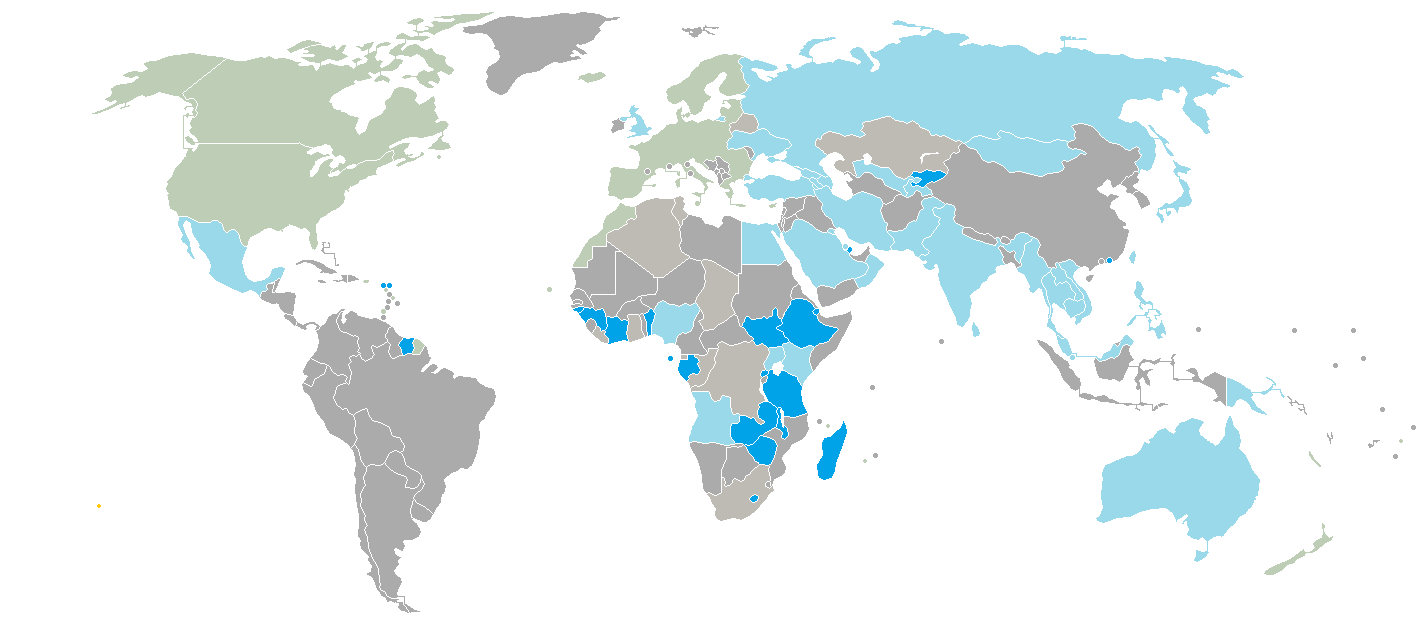
Paesi che garantiscono l'eVisa a tutti i visitatori
Paesi che garantiscono l'eVisa a un gruppo ristretto di nazionalità
Paesi che richiedono un'autorizzazione elettronica al viaggio (ETA) per la maggior parte di coloro che sono esenti da visto

     Paesi che garantiscono l'eVisa a tutti i visitatori
     Paesi che garantiscono l'eVisa a un gruppo ristretto di nazionalità
     Paesi che richiedono un'autorizzazione elettronica al viaggio (ETA) per la maggior parte di coloro che sono esenti da visto

## Gli accordi internazionali

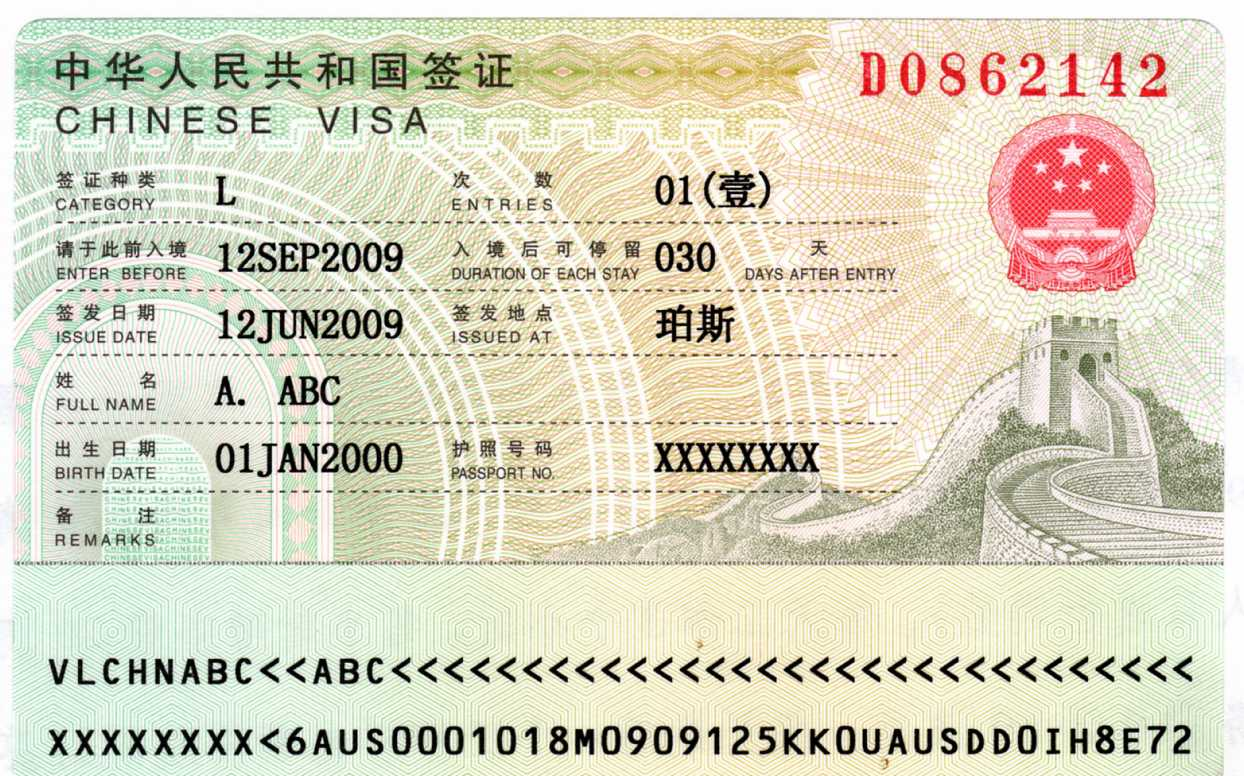
Visto turistico per la Repubblica popolare cinese

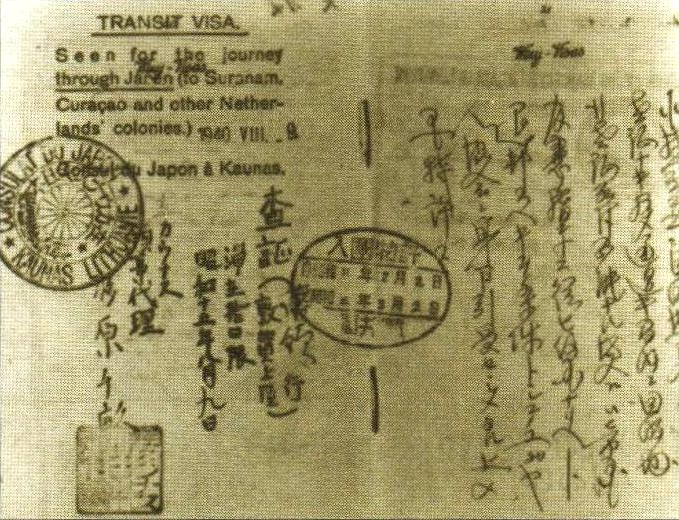
Visto di transito, rilasciato da Chiune Sugihara a Susan Bluman

I cittadini degli Stati che hanno sottoscritto la convenzione di Schengen (Svizzera, Islanda, Norvegia e Liechtenstein e quasi tutti quelli dell'Unione europea tranne l'Irlanda) possono entrare liberamente in Italia e soggiornarvi senza limitazioni, mentre gli altri sono soggetti a controlli di frontiera, in molti casi con l'obbligo del visto d'ingresso rilasciato da un consolato italiano all'estero.
Come orientamento generale sono di regola esenti dall'obbligo del visto tutti i cittadini degli Stati del continente americano, mentre sono in genere soggetti all'obbligo del visto i cittadini provenienti da Stati del continente africano e asiatico.

## Restrizioni
Henley & Partners ogni anno compila un indice sulle restrizioni dei visti, che classifica i Paesi in base all'apertura delle loro restrizioni sui visti e requisiti per i visti. L'indice si basa sul database International Air Transport Association.
| Rank | Passaporto ordinario del Paese                                              | Numero di territori che consentono l'ingresso senza visto o che rilasciano un visto all'arrivo |
| ---- | --------------------------------------------------------------------------- | ---------------------------------------------------------------------------------------------- |
| 1    | Germania                                                                    | 177                                                                                            |
| 2    | Svezia                                                                      | 176                                                                                            |
| 3    | Finlandia, Francia, Italia, Spagna, Regno Unito                             | 175                                                                                            |
| 4    | Belgio, Danimarca, Paesi Bassi, Stati Uniti                                 | 174                                                                                            |
| 5    | Austria, Giappone, Singapore                                                | 173                                                                                            |
| 6    | Canada, Irlanda, Lussemburgo, Norvegia, Portogallo, Corea del Sud, Svizzera | 172                                                                                            |
| 7    | Grecia, Nuova Zelanda                                                       | 171                                                                                            |
| 8    | Australia                                                                   | 169                                                                                            |
| 9    | Malta                                                                       | 168                                                                                            |
| 10   | Rep. Ceca, Ungheria, Islanda                                                | 167                                                                                            |
| ...  | ...                                                                         | ...                                                                                            |
| 104  | Afghanistan                                                                 | 25                                                                                             |

L'organizzazione mondiale del turismo nella sua annuale relazione Visa ha concluso che i trenta Paesi i cui cittadini sono stati meno colpiti da restrizioni sui visti nel 2015 sono stati (in base ai dati forniti dall'OMT, sulla base di informazioni provenienti da istituzioni ufficiali nazionali):
| Rank | Nazione                                                                     | Indice di mobilità (out of 215 with no visa weighted by 1, visa on arrival weighted by 0.7, eVisa by 0.5 and traditional visa weighted by 0) |
| ---- | --------------------------------------------------------------------------- | --- |
| 1    | Danimarca, Finlandia, Germania, Italia, Lussemburgo, Singapore, Regno Unito | 160 |
| 8    | Francia, Giappone, Paesi Bassi, Corea del Sud, Svezia, Stati Uniti          | 159 |
| 14   | Belgio, Canada, Irlanda, Norvegia, Portogallo, Spagna, Svizzera             | 158 |
| 21   | Austria, Grecia, Malta                                                      | 157 |
| 24   | Repubblica Ceca, Nuova Zelanda                                              | 156 |
| 26   | Ungheria, Islanda, Malaysia                                                 | 155 |
| 29   | Australia, Slovacchia                                                       | 154 |

La media mondiale nel 2015 era 89, tra le economie avanzate il punteggio medio è stato di 154 e, tra le economie emergenti, 73 (la Russia ha ottenuto 93 punti, l'India 50 e la Cina 46).

## Passaporti e visti d'oro
L'acquisto di passaporti è formalmente vietato ovunque, tuttavia diverse nazioni concedono legalmente passaporti e visti a persone facoltose in seguito a loro cospicui investimenti nel Paese, da qui la locuzione giornalistica di "visti d'oro".